# Sami Darr
Sami Darr (født 7. januar 1978) er en dansk skuespiller, der har medvirket i flere film og tv-serier både på nationalt og internationalt plan, som filmen From Paris with Love fra 2010, hvor han spiller med Jonathan Rhys Meyers og John Travolta. I den danske tv-serie Ørnen, er han med i afsnit 1, hvor han spiller mistænkt terrorist.
Sami spiller også sammen med Mick Øgendahl og Rune Klan i serien Tomgang.
Han var med i sæson 12 af programmet Vild med dans på TV2.

## Filmografi
| År   | Film                 | Rolle        | Note(r)           |
| ---- | -------------------- | ------------ | ----------------- |
| 2005 | Brutal Incasso       | Shabul       |                   |
| 2008 | Love me forever      | Taxachauffør |                   |
| 2008 | Pistoleros           | Pucha        |                   |
| 2009 | Krokodillerne        | Türco        |                   |
| 2009 | Headhunter           | Politimand   |                   |
| 2010 | Westbrick Murders    | Billy        |                   |
| 2010 | From Paris with Love | Pimp         |                   |
| 2013 | Tomgang              | Aslan        | Serie på TV2 Zulu |
| 2023 | Huset                | Hulken       | DR Drama          |